# Ozarba basirufa
Ozarba basirufa är en fjärilsart som beskrevs av Embrik Strand 1917. Ozarba basirufa ingår i släktet Ozarba och familjen nattflyn. Inga underarter finns listade i Catalogue of Life.